# Carex fusanensis
Carex fusanensis är en halvgräsart som beskrevs av Jisaburo Ohwi. Carex fusanensis ingår i släktet starrar, och familjen halvgräs. Inga underarter finns listade i Catalogue of Life.